# Liste der Baudenkmäler in Alt-Saarbrücken
In der Liste der Baudenkmäler in Alt-Saarbrücken sind alle Baudenkmäler des Saarbrücker Ortsteils Alt-Saarbrücken aufgelistet. Grundlage ist die Veröffentlichung der Landesdenkmalliste vom 16. Dezember 2013, zuletzt mit Stand 9. August 2017 als Teildenkmalliste Landeshauptstadt Saarbrücken der Denkmalliste des Saarlandes.
| Lage                                                                                      | Bezeichnung | Beschreibung | Bild |
| ----------------------------------------------------------------------------------------- | --- | --- | --- |
| Komturstraße, Deutschherrnpfad Lage                                                       | Ensemble Alter Friedhof Alt-Saarbrücken | Der Alte Friedhof wurde 1851 angelegt und eröffnet. Zwischen 1907 und 1909 wurde das Areal erweitert. Als die innerstädtischen Friedhöfe der Stadt in den 1910er Jahren an ihre Belegungsgrenzen stießen, entschloss sich die Stadtverwaltung 1914, im Süden Saarbrückens einen neuen Bestattungsplatz zu schaffen und schloss den Friedhof 1917. Heute dient das knapp 4 Hektar große Areal als Park und Naherholungsanlage. | |
| Graf-Simon-Straße Lage                                                                    | Ensemble Alter Jüdischer Friedhof | Die Jüdische Gemeinde Saarbrücken bestattete ihre Toten bis 1840 in Forbach. Der Alte Jüdische Friedhof in Saarbrücken wurde 1841 angelegt. Aus dieser Zeit stammt auch der älteste Grabstein. | |
| Altneugasse/Küfergasse//Probsteigasse/Schlossstraße Lage                                  | Ensemble Altneugasse | Von der einstigen Altstadt Alt-Saarbrückens sind nur wenige Reste erhalten. Diese finden sich rund um die Altneugasse, wo man Überreste der Stadtmauer sehen kann, wo sich aber auch die alte Struktur der Stadt erhalten hat. | Von der einstigen Altstadt Alt-Saarbrückens sind nur wenige Reste erhalten. Diese finden sich rund um die Altneugasse, wo man Überreste der Stadtmauer sehen kann, wo sich aber auch die alte Struktur der Stadt erhalten hat. |
| Altneugasse/Küfergasse//Probsteigasse/Schlossstraße Lage                                  | Ensemble Altneugasse | Altneugasse 3, Gewölbekeller (Verlies), in Neubau integriert | |
| Altneugasse/Küfergasse//Probsteigasse/Schlossstraße Lage                                  | Ensemble Altneugasse | Altneugasse 5, Stadtmauer | |
| Altneugasse/Küfergasse//Probsteigasse/Schlossstraße Lage                                  | Ensemble Altneugasse | Altneugasse 7, Wohnhaus aus dem 18. Jahrhundert mit Gewölbekeller, Stadtmauer | |
| Altneugasse/Küfergasse//Probsteigasse/Schlossstraße Lage                                  | Ensemble Altneugasse | Altneugasse 8–12, Stadtmauer | |
| Altneugasse/Küfergasse//Probsteigasse/Schlossstraße Lage                                  | Ensemble Altneugasse | Altneugasse 9–11, Wohnhaus, Stadtmauer | |
| Altneugasse/Küfergasse//Probsteigasse/Schlossstraße Lage                                  | Ensemble Altneugasse | Altneugasse 11a/13, Stadtmauer | |
| Altneugasse/Küfergasse//Probsteigasse/Schlossstraße Lage                                  | Ensemble Altneugasse | Altneugasse 15/15a, Gewölbekeller | |
| Altneugasse/Küfergasse//Probsteigasse/Schlossstraße Lage                                  | Ensemble Altneugasse | Altneugasse 17, Wohnhaus, Stadtmauer | |
| Altneugasse/Küfergasse//Probsteigasse/Schlossstraße Lage                                  | Ensemble Altneugasse | Altneugasse 21, Wohnhaus, um 1750 | |
| Altneugasse/Küfergasse//Probsteigasse/Schlossstraße Lage                                  | Ensemble Altneugasse | Altneugasse 22, Wohnhaus: Das ursprüngliche Wohnhaus mit Keller stammte aus dem 18. Jahrhundert. 1966 wurde es abgerissen und durch einen Neubau ersetzt, dabei wurde die Fassade aus dem 19. Jahrhundert beibehalten. | |
| Altneugasse/Küfergasse//Probsteigasse/Schlossstraße Lage                                  | Ensemble Altneugasse | Altneugasse 23: Wohnhaus, Gewölbekeller, Reste der Stadtmauer | |
| Altneugasse/Küfergasse//Probsteigasse/Schlossstraße Lage                                  | Ensemble Altneugasse | Altneugasse 24–28, Luisenbrunnen: Der Brunnen wurde 1912 von August Kuhn im neubarocken Stil errichtet. Das Viertelrund besteht aus einer niedrigen Mauer, die die Lehne einer Bank bildet. Im Mittelpunkt steht ein erhöhter Teil mit betontem Rundbogen als Abschluss und krönender Vase. Der Rundbogen wird von Pilastern getragen, die im zentralen Feld ein Medaillon rahmen. Darunter fließt aus einem Löwenkopf das Wasser in das ovale Brunnenbecken. Der Brunnen stand ursprünglich in einem kleinen Park und soll an Königin Luise von Preußen erinnern. Das Medaillon in der Brunnenmitte zeigt ein Porträt von ihr. Das ursprüngliche Relief wurde zerstört, es handelt sich um ein Duplikat. | |
| Altneugasse/Küfergasse//Probsteigasse/Schlossstraße Lage                                  | Ensemble Altneugasse | Altneugasse 25, Palais Bode mit Umfassungsmauern, Hofportal, Gewölbekeller: Der barocke zweigeschossiger Bau mit Walmdach wurde 1745 von Friedrich Joachim Stengel für Regierungsrat Friedrich Bode erbaut. Nach einer Zerstörung im Zweiten Weltkrieg wurde das Gebäude 1962 bis 1964 wieder aufgebaut. | |
| Altneugasse/Küfergasse//Probsteigasse/Schlossstraße Lage                                  | Ensemble Altneugasse | Altneugasse 27 Wohnhaus: Das Wohnhaus wurde im 18. Jahrhundert erbaut und 1877 aufgestockt. | |
| Altneugasse/Küfergasse//Probsteigasse/Schlossstraße Lage                                  | Ensemble Altneugasse | Küfergasse 12, Gewölbekeller | |
| Altneugasse/Küfergasse//Probsteigasse/Schlossstraße Lage                                  | Ensemble Altneugasse | Probsteigasse 12, Propstei des Prämonstratenserklosters Wadgassen, Wohnhaus, Felsenkeller, Stadtmauer, Gewölbekeller 1608, Wohnhaus 1. Hälfte 18. Jh., 1944 zerstört | |
| Altneugasse/Küfergasse//Probsteigasse/Schlossstraße Lage                                  | Ensemble Altneugasse | Schlossstraße 34/36, Reste der Stadtmauer | |
| Pfählerstraße 2 Lage                                                                      | Ensemble Deutschherrnkapelle | Die Kommende St. Elisabeth ist eine ehemalige Niederlassung des Deutschherrnordens. Sie wurde 1227 gegründet. Von dem einstmals burgartigen Gebäudekomplex um zwei Höfe sind nur eine Scheune, das Deutschhaus und die Kapelle erhalten. Nach der Französischen Revolution wurden das Gut säkularisiert und versteigert. Die Gebäude dienten als Bauernhof, die Kapelle wurde als Scheune genutzt. 1896 kaufte die Stadt die Kommende und baute sie zum Waisenhaus um. Im Krieg wurden die Gebäude schwer beschädigt und erst in den 1950er Jahren wieder aufgebaut. | Die Kommende St. Elisabeth ist eine ehemalige Niederlassung des Deutschherrnordens. Sie wurde 1227 gegründet. Von dem einstmals burgartigen Gebäudekomplex um zwei Höfe sind nur eine Scheune, das Deutschhaus und die Kapelle erhalten. Nach der Französischen Revolution wurden das Gut säkularisiert und versteigert. Die Gebäude dienten als Bauernhof, die Kapelle wurde als Scheune genutzt. 1896 kaufte die Stadt die Kommende und baute sie zum Waisenhaus um. Im Krieg wurden die Gebäude schwer beschädigt und erst in den 1950er Jahren wieder aufgebaut. |
| Pfählerstraße 2 Lage                                                                      | Ensemble Deutschherrnkapelle | Zehntscheune der Deutschherrnkommende (1738) | |
| Pfählerstraße 2 Lage                                                                      | Ensemble Deutschherrnkapelle | Deutschhaus der Deutschherrnkommende (1557–1561), Veränderungen um 1887 und 1953–1959 | |
| Pfählerstraße 2 Lage                                                                      | Ensemble Deutschherrnkapelle | Deutschherrnkapelle der Deutschherrnkommende: Die Kapelle stammt aus dem 13. Jahrhundert und ist damit Saarbrückens ältestes erhaltenes Gebäude. Im quadratischen, Schiff der Kapelle war der Krankensaal, im aus Hausteinen mit Strebepfeilern errichteten Chor mit ⅝-Schluss stand der Altar. Dort wurden die Gottesdienst abgehalten. Der an der Südseite des Chores angebaute Turm wurde 1868 erneuert und erhielt einen neugotischen Wehrgang und eine spitze Turmhaube. | |
| Im Ehrental 2 Lage                                                                        | Ensemble Ehrental | Der Friedhof wurde 1870 angelegt, weil dort in unmittelbarer Nähe zu den im Deutsch-Französischen Krieg schwer umkämpften Spicherer Höhen gefallene Soldaten beerdigt worden waren. Von dem ältesten Soldatenfriedhof Deutschlands sind immer noch wichtige Gräber erhalten. Später wurden auch Ehrenbürger und bedeutende Persönlichkeiten Saarbrückens dort bestattet, darunter Katharine Weißgerber. | |
| Im Ehrental 2 Lage                                                                        | Ensemble Ehrental | Friedhofswärterhaus: Der langrechteckige Ziegelsteinbau mit Satteldach ist eingeschossig und besitzt vier Fensterachsen. Unter dem niedrigen Dachgeschoss sitzt ein Geschossgesims mit Mäander. Das Häuschen mit Eingang in der Giebelseite wurde um 1872 von Carl Benzel erbaut. | |
| Metzer Straße Lage                                                                        | Ensemble Hauptfriedhof | Der Friedhof wurde 1914 angelegt und diente zunächst als Begräbnisstätte für gefallene Soldaten des Ersten Weltkriegs. Ab 1916 wurde der Friedhof dann für zivile Beisetzungen freigegeben, 1917 wurden die innerstädtischen Friedhöfe in St. Johann und Alt-Saarbrücken geschlossen. 1926 beschloss man, den Friedhof auszuweiten und zum Saarbrücker Hauptfriedhof zu machen. In der Folgezeit wurde der Friedhof mehrfach erweitert und modernisiert. Heute ist der Hauptfriedhof ist mit rund 65 Hektar Fläche der größte Friedhof Südwestdeutschlands. | Der Friedhof wurde 1914 angelegt und diente zunächst als Begräbnisstätte für gefallene Soldaten des Ersten Weltkriegs. Ab 1916 wurde der Friedhof dann für zivile Beisetzungen freigegeben, 1917 wurden die innerstädtischen Friedhöfe in St. Johann und Alt-Saarbrücken geschlossen. 1926 beschloss man, den Friedhof auszuweiten und zum Saarbrücker Hauptfriedhof zu machen. In der Folgezeit wurde der Friedhof mehrfach erweitert und modernisiert. Heute ist der Hauptfriedhof ist mit rund 65 Hektar Fläche der größte Friedhof Südwestdeutschlands.          |
| Metzer Straße Lage                                                                        | Ensemble Hauptfriedhof | Pförtnerhaus am alten Wirtschaftseingang des Hauptfriedhofs, 1951 von Peter Paul Seeberger (Einzeldenkmal) | |
| Metzer Straße Lage                                                                        | Ensemble Hauptfriedhof | Unterstellgebäude mit Bedürfnisanstalt, 1955 von Peter Paul Seeberger (Einzeldenkmal) | |
| Metzer Straße Lage                                                                        | Ensemble Hauptfriedhof | Alte Unterkunft, Aufenthaltsgebäude, Bedürfnisanstalt, Wirtschaftsgebäude, 1950 von Peter Paul Seeberger (Einzeldenkmal) | |
| Metzer Straße Lage                                                                        | Ensemble Hauptfriedhof | Kriegerdenkmal, 1870–1871, Wasserhochbehälter, 1934 von Walther Kruspe (Einzeldenkmal) | |
| Metzer Straße Lage                                                                        | Ensemble Hauptfriedhof | Denkmal des 2. Hannoverschen Infanterieregiments Nr. 77, Kriegerdenkmal (Einzeldenkmal): Das Ehrenmal für das 2. Hannoversche Infanterie-Regiment Nr. 77 wurde nach dem Ende des Deutsch-Französischen Krieges im Jahr 1872 errichtet. Auf einem Sockel steht eine korinthische Säule mit Kannelierung. Darauf ruht ein Adler mit ausgebreiteten Schwingen. | |
| Metzer Straße Lage                                                                        | Ensemble Hauptfriedhof | Einsegnungshalle mit Krematorium (Einzeldenkmal): Von 1928 bis 1930 wurde eine Einsegnungshalle und ein Krematorium nach den Plänen von Stadtbaurat Walther Kruspe für rund 2 Millionen Franken gebaut. | |
| Metzer Straße Lage                                                                        | Ensemble Hauptfriedhof | Südfriedhof (Einzeldenkmal) | |
| Metzer Straße Lage                                                                        | Ensemble Hauptfriedhof | Metzer Straße 150/152/154/156, Mehrfamilienwohnhaus für Bedienstete der Friedhofsverwaltung, 1929–1930 von Walther Kruspe und P. Schmidt | |
| Metzer Straße Lage                                                                        | Ensemble Hauptfriedhof | Metzer Straße 158/160/162/164, Mehrfamilienwohnhaus für Bedienstete der Friedhofsverwaltung, 1929–1930 von Walther Kruspe und P. Schmidt | |
| Hohenzollernstraße/Werderstraße Lage                                                      | Ensemble Hohenzollernstraße | | |
| Hohenzollernstraße/Werderstraße Lage                                                      | Ensemble Hohenzollernstraße | Hohenzollernstraße 79 (Wohn- und Geschäftshaus): Das Gebäude wurde um 1906 erbaut. Über einem rustizierten Sandsteinsockel erhebt sich das dreigeschossige Ziegelsteinbaukörper des Eckgebäudes. Die beiden Straßenfassaden sind symmetrisch und besitzen einen Mittelrisalit mit geschweiftem Giebel. In der abgeschrägten Gebäudeecke befindet sich der Zugang zum Gasthaus im Erdgeschoss, darüber zieht sich ein Erker bis in die Mansarde. Helle Geschossgesimse aus Sandstein sowie Bänder gliedern das Gebäude horizontal, Ecklisenen im Mittelrisalit und im Erker gliedern es vertikal. | |
| Hohenzollernstraße/Werderstraße Lage                                                      | Ensemble Hohenzollernstraße | Hohenzollernstraße 81 (Wohnhaus, um 1895) | |
| Hohenzollernstraße/Werderstraße Lage                                                      | Ensemble Hohenzollernstraße | Hohenzollernstraße 83 (Wohnhaus, um 1891 von Ludwig Fr. Schmidt) | |
| Hohenzollernstraße/Werderstraße Lage                                                      | Ensemble Hohenzollernstraße | Hohenzollernstraße 85 (Wohnhaus, 1904 von August Martin) | |
| Hohenzollernstraße/Werderstraße Lage                                                      | Ensemble Hohenzollernstraße | Hohenzollernstraße 87 (Wohnhaus, 1904 von August Martin) | |
| Hohenzollernstraße/Werderstraße Lage                                                      | Ensemble Hohenzollernstraße | Hohenzollernstraße 89, (Wohnhaus, um 1904 von August Martin) | |
| Hohenzollernstraße/Werderstraße Lage                                                      | Ensemble Hohenzollernstraße | Hohenzollernstraße 108 (Wohnhaus, um 1890): Das dreigeschossige Eckhaus erhebt sich über einem niedrigen Sockel. Das Erdgeschoss wird zum ersten Obergeschoss durch ein weit auskrengendes Geschossgesims begrenzt. Ein wenig vorspringender Eckrisalit betont die Gebäudeecke mit Zugang zur Gaststätte im Erdgeschoss. Die Fenster im Erdgeschoss und im zweiten Obergeschoss sind rechteckig und besitzen einen betonten Schlussstein in der profilierten Laibung. Die Fenster des ersten Stocks sind von Pilastern gerahmt, die ein schmales Gebälk mit Dreieckgiebel tragen. Die Fenster in den oberen beiden Geschossen sind durch umlaufende Sohlbankgesimse verbunden. | |
| Hohenzollernstraße/Werderstraße Lage                                                      | Ensemble Hohenzollernstraße | Hohenzollernstraße 110 (Wohnhaus): Das Wohnhaus wurde um 1890 von Friedrich Towae erbaut. Der dreigeschossige Bau besitzt vier Fensterachsen. Die erste Achse sitzt in einem Risalit. Im rustizierten Erdgeschoss ist dort ein Rundbogentor vorhanden. Die vierte Achse sitzt in einem kaum vorspringenden Risaliten und nimmt im Erdgeschoss die Tür auf. Der rustizierte Sockel schließt den Baukörper ab. Bänder und Sohlbankgesimse aus rotem Sandstein gliedern den Bau horizontal. Über dem Erdgeschoss sitzt ein Geschossgesims. Die Fenster im zweiten Geschoss besitzen eine gerade, profilierte Verdachung, teilweise mit Dreiecksgiebel. | |
| Hohenzollernstraße/Werderstraße Lage                                                      | Ensemble Hohenzollernstraße | Hohenzollernstraße 112 (Wohnhaus, um 1892 von Friedrich Towae) | |
| Hohenzollernstraße/Werderstraße Lage                                                      | Ensemble Hohenzollernstraße | Hohenzollernstraße 114 (Wohnhaus, um 1902–1904 von Alwin Heinker und Kurt Witzschel) | |
| Hohenzollernstraße/Werderstraße Lage                                                      | Ensemble Hohenzollernstraße | Hohenzollernstraße 116 (Wohnhaus, um 1902–1904 von Alwin Heinker und Kurt Witzschel) | |
| Hohenzollernstraße/Werderstraße Lage                                                      | Ensemble Hohenzollernstraße | Hohenzollernstraße 118 (Doppelwohnhaushälfte, um 1895 von Ludwig Lauwitz) | |
| Hohenzollernstraße/Werderstraße Lage                                                      | Ensemble Hohenzollernstraße | Hohenzollernstraße 120, (Doppelwohnhaushälfte, um 1895 von Ludwig Lauwitz) | |
| Hohenzollernstraße/Werderstraße Lage                                                      | Ensemble Hohenzollernstraße | Werderstraße 10 (Wohnhaus, um 1906 von Alfred Fabian) | |
| Hohenzollernstraße/Werderstraße Lage                                                      | Ensemble Hohenzollernstraße | Werderstraße 12 (Wohnhaus, um 1903 von Philipp Burgemeister) | |
| Hohenzollernstraße/Werderstraße Lage                                                      | Ensemble Hohenzollernstraße | Werderstraße 14 (Wohnhaus, um 1904 von Philipp Burgemeister) | |
| Zum Zollstock Lage                                                                        | Ensemble Israelitischer Friedhof | Unter Denkmalschutz steht der Eingangspavillon des jüdischen Friedhofs, der 1929 von Hans Peter Weszkalnys gestaltet wurde. Der Pavillon besteht aus vier quadratischen hohen Säulen aus Bruchsteinen, die ein verputztes Gebälk mit Flachdach tragen. Darauf befindet sich ein kleineres Zeltdach. Neben diesem großen Pavillon befindet sich ein ähnlicher kleinerer Pavillon ohne Zeltdach, dafür mit Eingangspforte mit Rundbogen. | |
| Kamekestraße Lage                                                                         | Ensemble Kamekestraße | | |
| Kamekestraße Lage                                                                         | Ensemble Kamekestraße | Kamekestraße 2 (Wohnhaus, 1899 von Hans Weszkalnys) | |
| Kamekestraße Lage                                                                         | Ensemble Kamekestraße | Kamekestraße 4 (Wohnhaus, 1899 von Hans Weszkalnys) | |
| Kamekestraße Lage                                                                         | Ensemble Kamekestraße | Kamekestraße 6 (Wohnhaus, 1899 von Hans Weszkalnys) | |
| Kamekestraße Lage                                                                         | Ensemble Kamekestraße | Kamekestraße 8 (Wohnhaus, 1899 von Hans Weszkalnys) | |
| Kamekestraße Lage                                                                         | Ensemble Kamekestraße | Kamekestraße 10 (Wohnhaus, 1899 von Hans Weszkalnys) | |
| Kamekestraße Lage                                                                         | Ensemble Kamekestraße | Kamekestraße 12 (Wohnhaus, 1899 von Hans Weszkalnys) | |
| Kamekestraße Lage                                                                         | Ensemble Kamekestraße | Kamekestraße 14 (Wohnhaus, 1899 von Hans Weszkalnys) | |
| Kamekestraße Lage                                                                         | Ensemble Kamekestraße | Kamekestraße 16 (Wohnhaus, 1899 von Hans Weszkalnys) | |
| Talstraße/Feldmannstraße/Saargemünder Straße/Präsident-Baltz-Straße/Winterbergstraße Lage | Ensemble Kreuzung Talstraße, Feldmannstraße, Saargemünder Straße, Präsident-Baltz-Straße, Winterbergstraße | | |
| Talstraße/Feldmannstraße/Saargemünder Straße/Präsident-Baltz-Straße/Winterbergstraße Lage | Ensemble Kreuzung Talstraße, Feldmannstraße, Saargemünder Straße, Präsident-Baltz-Straße, Winterbergstraße | Feldmannstraße 1, Wohn- und Geschäftshaus | |
| Talstraße/Feldmannstraße/Saargemünder Straße/Präsident-Baltz-Straße/Winterbergstraße Lage | Ensemble Kreuzung Talstraße, Feldmannstraße, Saargemünder Straße, Präsident-Baltz-Straße, Winterbergstraße | Feldmannstraße 3, Wohn- und Geschäftshaus | |
| Talstraße/Feldmannstraße/Saargemünder Straße/Präsident-Baltz-Straße/Winterbergstraße Lage | Ensemble Kreuzung Talstraße, Feldmannstraße, Saargemünder Straße, Präsident-Baltz-Straße, Winterbergstraße | Präsident-Baltz-Straße 1, Wohn- und Geschäftshaus | |
| Talstraße/Feldmannstraße/Saargemünder Straße/Präsident-Baltz-Straße/Winterbergstraße Lage | Ensemble Kreuzung Talstraße, Feldmannstraße, Saargemünder Straße, Präsident-Baltz-Straße, Winterbergstraße | Saargemünder Straße 2, Wohn- und Geschäftshaus | |
| Talstraße/Feldmannstraße/Saargemünder Straße/Präsident-Baltz-Straße/Winterbergstraße Lage | Ensemble Kreuzung Talstraße, Feldmannstraße, Saargemünder Straße, Präsident-Baltz-Straße, Winterbergstraße | Saargemünder Straße 4, Wohn- und Geschäftshaus | |
| Talstraße/Feldmannstraße/Saargemünder Straße/Präsident-Baltz-Straße/Winterbergstraße Lage | Ensemble Kreuzung Talstraße, Feldmannstraße, Saargemünder Straße, Präsident-Baltz-Straße, Winterbergstraße | Saargemünder Straße 5, Wohn- und Geschäftshaus | |
| Talstraße/Feldmannstraße/Saargemünder Straße/Präsident-Baltz-Straße/Winterbergstraße Lage | Ensemble Kreuzung Talstraße, Feldmannstraße, Saargemünder Straße, Präsident-Baltz-Straße, Winterbergstraße | Saargemünder Straße 7, Wohn- und Geschäftshaus | |
| Talstraße/Feldmannstraße/Saargemünder Straße/Präsident-Baltz-Straße/Winterbergstraße Lage | Ensemble Kreuzung Talstraße, Feldmannstraße, Saargemünder Straße, Präsident-Baltz-Straße, Winterbergstraße | Talstraße 71 (Wohn- und Geschäftshaus, um 1901 von Georg Becker, Einzeldenkmal) | |
| Talstraße/Feldmannstraße/Saargemünder Straße/Präsident-Baltz-Straße/Winterbergstraße Lage | Ensemble Kreuzung Talstraße, Feldmannstraße, Saargemünder Straße, Präsident-Baltz-Straße, Winterbergstraße | Talstraße 78 (Wohnhaus, um 1876 von Ludwig Fr. Schmidt, Einzeldenkmal) | |
| Talstraße/Feldmannstraße/Saargemünder Straße/Präsident-Baltz-Straße/Winterbergstraße Lage | Ensemble Kreuzung Talstraße, Feldmannstraße, Saargemünder Straße, Präsident-Baltz-Straße, Winterbergstraße | Talstraße 80 (Wohnhaus, um 1896 von August Rahfeld, Einzeldenkmal) | |
| Talstraße/Feldmannstraße/Saargemünder Straße/Präsident-Baltz-Straße/Winterbergstraße Lage | Ensemble Kreuzung Talstraße, Feldmannstraße, Saargemünder Straße, Präsident-Baltz-Straße, Winterbergstraße | Winterbergstraße 2, Wohn- und Geschäftshaus | |
| Bruchschneidersdell/Pfählerstraße Lage                                                    | Ensemble Pfählersiedlung | Die einstige Sozialbausiedlung entstand in der Gründerzeit, nachdem die Geschwister Pfähler dem Landkreis Saarbrücken einen größeren Betrag zu wohltätigen Zwecken vererbt hatten. Man entschloss sich 1906 zum Bau von Wohnhäusern. Die Pläne entwarf Kreisbaumeister Victor Hendler, der sich im Wesentlichen an den saarländischen Bergarbeiterhäusern orientierte. | Die einstige Sozialbausiedlung entstand in der Gründerzeit, nachdem die Geschwister Pfähler dem Landkreis Saarbrücken einen größeren Betrag zu wohltätigen Zwecken vererbt hatten. Man entschloss sich 1906 zum Bau von Wohnhäusern. Die Pläne entwarf Kreisbaumeister Victor Hendler, der sich im Wesentlichen an den saarländischen Bergarbeiterhäusern orientierte. |
| Bruchschneidersdell/Pfählerstraße Lage                                                    | Ensemble Pfählersiedlung | Bruchschneidersdell 2 (Doppelwohnhaushälfte der Pfählersiedlung, 1906 von Victor Hendler) | |
| Bruchschneidersdell/Pfählerstraße Lage                                                    | Ensemble Pfählersiedlung | Bruchschneidersdell 4 (Doppelwohnhaushälfte der Pfählersiedlung, 1906 von Victor Hendler) | |
| Bruchschneidersdell/Pfählerstraße Lage                                                    | Ensemble Pfählersiedlung | Bruchschneidersdell 6 (Doppelwohnhaushälfte der Pfählersiedlung, 1906 von Victor Hendler) | |
| Bruchschneidersdell/Pfählerstraße Lage                                                    | Ensemble Pfählersiedlung | Bruchschneidersdell 8 (Doppelwohnhaushälfte der Pfählersiedlung, 1906 von Victor Hendler) | |
| Bruchschneidersdell/Pfählerstraße Lage                                                    | Ensemble Pfählersiedlung | Bruchschneidersdell 10 (Doppelwohnhaushälfte der Pfählersiedlung, 1906 von Victor Hendler) | |
| Bruchschneidersdell/Pfählerstraße Lage                                                    | Ensemble Pfählersiedlung | Bruchschneidersdell 12 (Doppelwohnhaus der Pfählersiedlung, 1906 von Victor Hendler) | |
| Bruchschneidersdell/Pfählerstraße Lage                                                    | Ensemble Pfählersiedlung | Pfählerstraße 22 (Wohnhaus, 1906 von Victor Hendler) | |
| Bruchschneidersdell/Pfählerstraße Lage                                                    | Ensemble Pfählersiedlung | Pfählerstraße 24 (Wohnhaus, 1906 von Victor Hendler) | |
| Bruchschneidersdell/Pfählerstraße Lage                                                    | Ensemble Pfählersiedlung | Pfählerstraße 26 (Wohnhaus, 1906 von Victor Hendler) | |
| Bruchschneidersdell/Pfählerstraße Lage                                                    | Ensemble Pfählersiedlung | Pfählerstraße 28 (Doppelwohnhaushälfte der Pfählersiedlung, 1906 von Victor Hendler) | |
| Bruchschneidersdell/Pfählerstraße Lage                                                    | Ensemble Pfählersiedlung | Pfählerstraße 30 (Doppelwohnhaus der Pfählersiedlung, 1906 von Victor Hendler) | |
| Schlossplatz/Talstraße Lage                                                               | Ensemble Schlossplatz | | |
| Schlossplatz/Talstraße Lage                                                               | Ensemble Schlossplatz | Schloßplatz 1–2 (Altes Rathaus, 1748–1750 von Friedrich Joachim Stengel, 1944 ausgebrannt, Wiederaufbau 1950–1951, Einzeldenkmal): Das Rathaus entstand 1748 bis 1750 nach Plänen von Friedrich Joachim Stengel. Der Südflügel des Barockbaus bestand ursprünglich aus zwei Wohnhäusern, die vermutlich ebenfalls von Stengel erbaut wurden. Erst gegen Ende des 18. Jahrhunderts wurde dieser Trakt an das Rathaus angeglichen. Mit der Zusammenlegung der Städte Saarbrücken und St. Johann im Jahr 1909 wurde der Sitz des Bürgermeisters in das geräumigere Rathaus St. Johann verlegt. 1944 brannte das Gebäude aus, 1950/51 wurde es wieder aufgebaut. Der Haupttrakt besitzt sechs Fensterachsen, wobei die beiden mittleren in einem Risalit mit Segmentgiebel liegen. Im Giebelfeld findet sich in einer neobarocken Kartusche das Saarbrücker Stadtwappen. Über den beiden hölzernen Doppelflügeltüren befindet sich ein Balkon mit schmiedeeisernem Gitter. Auf dem Mansarddach befindet sich ein quadratischer Uhrenturm. Nach einem Rücksprung mit schmiedeeisernem Gitter erhebt sich ein eingeschossiger Aufbau mit abgeschrägten Kanten und Zwiebelhelm. Der südliche Trakt besitzt acht Achsen, wobei die südlichste Achse heute im Erdgeschoss fehlt und hier stattdessen eine Fußgängerpassage durchläuft. | |
| Schlossplatz/Talstraße Lage                                                               | Ensemble Schlossplatz | Schlossplatz 3 (Erbprinzenpalais, um 1750 von Friedrich Joachim Stengel, 1816–1880 Bergamt, 1978–1981 umfassende Renovierung, Einzeldenkmal) | |
| Schlossplatz/Talstraße Lage                                                               | Ensemble Schlossplatz | Schlossplatz 4/5, Wohnhaus (Einzeldenkmal): Das Haus wurde um 1750 von Friedrich Joachim Stengel erbaut. Von 1868 bis 1906 war es Bergschule, dann wieder Wohnhaus. 1978 bis 1981 wurde es umfassend renoviert. | |
| Schlossplatz/Talstraße Lage                                                               | Ensemble Schlossplatz | Schlossplatz 8–15, Saarbrücker Schloss: Das Schloss wurde 1738 bis 1748 nach Plänen von Friedrich Joachim Stengelerbaut. 1794 wurde es bereits zerstört, ab 1810 stark verändert wiederaufgebaut. 1982 bis 1989 erfolgte eine umfassende Renovierung und ein Umbau mit Neugestaltung der Mittelfassade. Vom einstigen Barockschloss sind die Gewölbekeller und Teile der Umfassungsmauer erhalten. | |
| Schlossplatz/Talstraße Lage                                                               | Ensemble Schlossplatz | Schloßplatz 16, Kreisständehaus. Das Gebäude wurde 1910/11 von Alfred Salinger und Eugen G. Schmohl erbaut. Der Gewölbekeller stammt vom Vorgängerbau (Fürstliche Lingerie und Remise, um 1755). Das barocke Treppengeländer wurde aus dem Palais Bode entnommen. | |
| Schlossplatz/Talstraße Lage                                                               | Ensemble Schlossplatz | Schloßstraße 2 (Wohnhaus, um 1750, Umbau 1974–1975, Einzeldenkmal) | |
| Schlossplatz/Talstraße Lage                                                               | Ensemble Schlossplatz | Vorstadtstraße 1 (Wohnhaus, um 1750, 1944 schwer beschädigt, Wiederaufbau 1951, Einzeldenkmal) | |
| Schlossplatz/Talstraße Lage                                                               | Ensemble Schlossplatz | Talstraße 10 (Fenstergewände des 18. Jh. im Neubau von 1968–1970, Einzeldenkmal) | |
| Schlossplatz/Talstraße Lage                                                               | Ensemble Schlossplatz | Talstraße 12 (Fenstergewände des 18. Jh. im Neubau von 1962–1963, Einzeldenkmal) | |
| Schlossplatz/Talstraße Lage                                                               | Ensemble Schlossplatz | Talstraße 14 (Wohnhaus, um 1760/1770, Einzeldenkmal) | |
| Schlossplatz/Talstraße Lage                                                               | Ensemble Schlossplatz | Talstraße 16 Wohnhaus, um 1760/1770 (Einzeldenkmal) | |
| Schlossplatz/Talstraße Lage                                                               | Ensemble Schlossplatz | Talstraße 18 (Wohnhaus, um 1760/1770, Renovierung 1982–1984, Einzeldenkmal) | |
| Schlossplatz/Talstraße Lage                                                               | Ensemble Schlossplatz | Talstraße 22/24 (Wohnhaus, 1760/1770, Renovierung 1926, Einzeldenkmal) | |
| Schlossplatz/Talstraße Lage                                                               | Ensemble Schlossplatz | Am Schloßberg (Schlosskirche mit den Grabdenkmälern des Hauses Nassau Saarbrücken, 4. Viertel 15. Jh., seit 1575 evangelisch, 1677 und 1944 schwer beschädigt, Wiederaufbau 1956–1958 von Rudolf Krüger, Einzeldenkmal) | |
| Schlossplatz/Talstraße Lage                                                               | Ensemble Schlossplatz | Am Schloßberg 3 (Wohnhaus, um 1750, Umbau 1958–1960, Einzeldenkmal) | |
| Schlossplatz/Talstraße Lage                                                               | Ensemble Schlossplatz | Am Schloßberg 4 (Gewölbekeller unter dem Kreisständehaus, Einzeldenkmal) | |
| Schlossplatz/Talstraße Lage                                                               | Ensemble Schlossplatz | Am Schloßberg 5 (Wohnhaus, um 1750, Erweiterung 1874, Umbau und Instandsetzung 1979–1981, Einzeldenkmal): Der Maler Otto Lackenmacher wohnte hier um 1978. | |
| Schlossplatz/Talstraße Lage                                                               | Ensemble Schlossplatz | Am Schloßberg 11 (Wohnhaus, 4. Viertel 18. Jh. / 1 Viertel 19. Jh., spätere Erweiterung, 1973–1974 Instandsetzung, Einzeldenkmal) | |
| Bozenerstraße/Feldmannstraße/Hohe Wacht/Spichererbergstraße Lage                          | Ensemble „Siedlung Hohe Wacht“ | Im Rahmen der Erschließung der südlichen Randgebiete der Stadt entstanden in den Jahren 1927/28 zahlreiche neue Wohnhäuser nach Entwürfen von Walther Kruspe. Die Häuser überstanden den Zweiten Weltkrieg beinahe unbeschadet und gelten heute als typisches Beispiel für den städtischen Wohnungsbau in den 1920er Jahren, der von Wohnungsnot geprägt war. | Im Rahmen der Erschließung der südlichen Randgebiete der Stadt entstanden in den Jahren 1927/28 zahlreiche neue Wohnhäuser nach Entwürfen von Walther Kruspe. Die Häuser überstanden den Zweiten Weltkrieg beinahe unbeschadet und gelten heute als typisches Beispiel für den städtischen Wohnungsbau in den 1920er Jahren, der von Wohnungsnot geprägt war. |
| Bozenerstraße/Feldmannstraße/Hohe Wacht/Spichererbergstraße Lage                          | Ensemble „Siedlung Hohe Wacht“ | Bozenerstraße 1, Mehrfamilienwohnhaus, 1927–1928 (Ensemblebestandteil) | |
| Bozenerstraße/Feldmannstraße/Hohe Wacht/Spichererbergstraße Lage                          | Ensemble „Siedlung Hohe Wacht“ | Bozenerstraße 2, Mehrfamilienwohnhaus, 1927–1928 (Ensemblebestandteil) | |
| Bozenerstraße/Feldmannstraße/Hohe Wacht/Spichererbergstraße Lage                          | Ensemble „Siedlung Hohe Wacht“ | Bozenerstraße 3, Mehrfamilienwohnhaus, 1927–1928 (Ensemblebestandteil) | |
| Bozenerstraße/Feldmannstraße/Hohe Wacht/Spichererbergstraße Lage                          | Ensemble „Siedlung Hohe Wacht“ | Bozenerstraße 4, Mehrfamilienwohnhaus, 1927–1928 (Ensemblebestandteil) | |
| Bozenerstraße/Feldmannstraße/Hohe Wacht/Spichererbergstraße Lage                          | Ensemble „Siedlung Hohe Wacht“ | Bozenerstraße 5, Mehrfamilienwohnhaus, 1927–1928 (Ensemblebestandteil) | |
| Bozenerstraße/Feldmannstraße/Hohe Wacht/Spichererbergstraße Lage                          | Ensemble „Siedlung Hohe Wacht“ | Bozenerstraße 6, Mehrfamilienwohnhaus, 1927–1928 (Einzeldenkmal) | |
| Bozenerstraße/Feldmannstraße/Hohe Wacht/Spichererbergstraße Lage                          | Ensemble „Siedlung Hohe Wacht“ | NSemblebestandteil) | |
| Bozenerstraße/Feldmannstraße/Hohe Wacht/Spichererbergstraße Lage                          | Ensemble „Siedlung Hohe Wacht“ | NSemblebestandteil) | |
| Bozenerstraße/Feldmannstraße/Hohe Wacht/Spichererbergstraße Lage                          | Ensemble „Siedlung Hohe Wacht“ | NSemblebestandteil) | |
| Bozenerstraße/Feldmannstraße/Hohe Wacht/Spichererbergstraße Lage                          | Ensemble „Siedlung Hohe Wacht“ | NSemblebestandteil) | |
| Bozenerstraße/Feldmannstraße/Hohe Wacht/Spichererbergstraße Lage                          | Ensemble „Siedlung Hohe Wacht“ | NSemblebestandteil) | |
| Bozenerstraße/Feldmannstraße/Hohe Wacht/Spichererbergstraße Lage                          | Ensemble „Siedlung Hohe Wacht“ | NSemblebestandteil) | |
| Bozenerstraße/Feldmannstraße/Hohe Wacht/Spichererbergstraße Lage                          | Ensemble „Siedlung Hohe Wacht“ | NSemblebestandteil) | |
| Bozenerstraße/Feldmannstraße/Hohe Wacht/Spichererbergstraße Lage                          | Ensemble „Siedlung Hohe Wacht“ | NSemblebestandteil) | |
| Bozenerstraße/Feldmannstraße/Hohe Wacht/Spichererbergstraße Lage                          | Ensemble „Siedlung Hohe Wacht“ | NSemblebestandteil) | |
| Bozenerstraße/Feldmannstraße/Hohe Wacht/Spichererbergstraße Lage                          | Ensemble „Siedlung Hohe Wacht“ | Bozenerstraße 16, Mehrfamilienwohnhaus, 1927–1928 (Ensemblebestandteil) | |
| Bozenerstraße/Feldmannstraße/Hohe Wacht/Spichererbergstraße Lage                          | Ensemble „Siedlung Hohe Wacht“ | Bozenerstraße 17, Mehrfamilienwohnhaus, 1927–1928 (Ensemblebestandteil) | |
| Bozenerstraße/Feldmannstraße/Hohe Wacht/Spichererbergstraße Lage                          | Ensemble „Siedlung Hohe Wacht“ | Bozenerstraße 18, Mehrfamilienwohnhaus, 1927–1928 (Ensemblebestandteil) | |
| Bozenerstraße/Feldmannstraße/Hohe Wacht/Spichererbergstraße Lage                          | Ensemble „Siedlung Hohe Wacht“ | Bozenerstraße 19, Mehrfamilienwohnhaus, 1927–1928 (Ensemblebestandteil) | |
| Bozenerstraße/Feldmannstraße/Hohe Wacht/Spichererbergstraße Lage                          | Ensemble „Siedlung Hohe Wacht“ | Bozenerstraße 20, Mehrfamilienwohnhaus, 1927–1928 (Ensemblebestandteil) | |
| Bozenerstraße/Feldmannstraße/Hohe Wacht/Spichererbergstraße Lage                          | Ensemble „Siedlung Hohe Wacht“ | Bozenerstraße 21, Mehrfamilienwohnhaus, 1927–1928 (Ensemblebestandteil) | |
| Bozenerstraße/Feldmannstraße/Hohe Wacht/Spichererbergstraße Lage                          | Ensemble „Siedlung Hohe Wacht“ | Bozenerstraße 22, Mehrfamilienwohnhaus, 1927–1928 (Ensemblebestandteil) | |
| Bozenerstraße/Feldmannstraße/Hohe Wacht/Spichererbergstraße Lage                          | Ensemble „Siedlung Hohe Wacht“ | Bozenerstraße 23, Mehrfamilienwohnhaus, 1927–1928 (Ensemblebestandteil) | |
| Bozenerstraße/Feldmannstraße/Hohe Wacht/Spichererbergstraße Lage                          | Ensemble „Siedlung Hohe Wacht“ | Bozenerstraße 24, Mehrfamilienwohnhaus, 1927–1928 (Ensemblebestandteil) | |
| Bozenerstraße/Feldmannstraße/Hohe Wacht/Spichererbergstraße Lage                          | Ensemble „Siedlung Hohe Wacht“ | NSemblebestandteil) | |
| Bozenerstraße/Feldmannstraße/Hohe Wacht/Spichererbergstraße Lage                          | Ensemble „Siedlung Hohe Wacht“ | Bozenerstraße 27, Mehrfamilienwohnhaus, 1927–1928 (Ensemblebestandteil) | |
| Bozenerstraße/Feldmannstraße/Hohe Wacht/Spichererbergstraße Lage                          | Ensemble „Siedlung Hohe Wacht“ | Bozenerstraße 29, Mehrfamilienwohnhaus, 1927–1928 (Ensemblebestandteil) | |
| Bozenerstraße/Feldmannstraße/Hohe Wacht/Spichererbergstraße Lage                          | Ensemble „Siedlung Hohe Wacht“ | Bozenerstraße 31, Mehrfamilienwohnhaus, 1927–1928 (Ensemblebestandteil) | |
| Bozenerstraße/Feldmannstraße/Hohe Wacht/Spichererbergstraße Lage                          | Ensemble „Siedlung Hohe Wacht“ | Bozenerstraße 33, Mehrfamilienwohnhaus, 1927–1928 (Ensemblebestandteil) | |
| Bozenerstraße/Feldmannstraße/Hohe Wacht/Spichererbergstraße Lage                          | Ensemble „Siedlung Hohe Wacht“ | Bozenerstraße 35, Mehrfamilienwohnhaus, 1927–1928 (Ensemblebestandteil) | |
| Bozenerstraße/Feldmannstraße/Hohe Wacht/Spichererbergstraße Lage                          | Ensemble „Siedlung Hohe Wacht“ | Bozenerstraße 37, Mehrfamilienwohnhaus, 1927–1928 (Ensemblebestandteil) | |
| Bozenerstraße/Feldmannstraße/Hohe Wacht/Spichererbergstraße Lage                          | Ensemble „Siedlung Hohe Wacht“ | Bozenerstraße 39, Mehrfamilienwohnhaus, 1927–1928 (Ensemblebestandteil) | |
| Bozenerstraße/Feldmannstraße/Hohe Wacht/Spichererbergstraße Lage                          | Ensemble „Siedlung Hohe Wacht“ | Bozenerstraße 41, Mehrfamilienwohnhaus, 1927–1928 (Ensemblebestandteil) | |
| Bozenerstraße/Feldmannstraße/Hohe Wacht/Spichererbergstraße Lage                          | Ensemble „Siedlung Hohe Wacht“ | Feldmannstraße 132 (Doppelwohnhaushälfte, 1927) | |
| Bozenerstraße/Feldmannstraße/Hohe Wacht/Spichererbergstraße Lage                          | Ensemble „Siedlung Hohe Wacht“ | Feldmannstraße 134 (Doppelwohnhaushälfte, 1927) | |
| Bozenerstraße/Feldmannstraße/Hohe Wacht/Spichererbergstraße Lage                          | Ensemble „Siedlung Hohe Wacht“ | Feldmannstraße 136 (Doppelwohnhaushälfte, 1927) | |
| Bozenerstraße/Feldmannstraße/Hohe Wacht/Spichererbergstraße Lage                          | Ensemble „Siedlung Hohe Wacht“ | Feldmannstraße 138 (Doppelwohnhaushälfte, 1927) | |
| Bozenerstraße/Feldmannstraße/Hohe Wacht/Spichererbergstraße Lage                          | Ensemble „Siedlung Hohe Wacht“ | Feldmannstraße 140 (Doppelwohnhaushälfte, 1927) | |
| Bozenerstraße/Feldmannstraße/Hohe Wacht/Spichererbergstraße Lage                          | Ensemble „Siedlung Hohe Wacht“ | Feldmannstraße 142 (Doppelwohnhaushälfte, 1927) | |
| Bozenerstraße/Feldmannstraße/Hohe Wacht/Spichererbergstraße Lage                          | Ensemble „Siedlung Hohe Wacht“ | Feldmannstraße 144 (Doppelwohnhaushälfte, 1927) | |
| Bozenerstraße/Feldmannstraße/Hohe Wacht/Spichererbergstraße Lage                          | Ensemble „Siedlung Hohe Wacht“ | Feldmannstraße 146 (Doppelwohnhaushälfte, 1927) | |
| Bozenerstraße/Feldmannstraße/Hohe Wacht/Spichererbergstraße Lage                          | Ensemble „Siedlung Hohe Wacht“ | Feldmannstraße 148 (Doppelwohnhaushälfte, 1927) | |
| Bozenerstraße/Feldmannstraße/Hohe Wacht/Spichererbergstraße Lage                          | Ensemble „Siedlung Hohe Wacht“ | Feldmannstraße 150 (Doppelwohnhaus, 1927) | |
| Bozenerstraße/Feldmannstraße/Hohe Wacht/Spichererbergstraße Lage                          | Ensemble „Siedlung Hohe Wacht“ | Feldmannstraße 152 (Doppelwohnhaushälfte, 1927) | |
| Bozenerstraße/Feldmannstraße/Hohe Wacht/Spichererbergstraße Lage                          | Ensemble „Siedlung Hohe Wacht“ | Feldmannstraße 154 (Doppelwohnhaushälfte, 1927) | |
| Bozenerstraße/Feldmannstraße/Hohe Wacht/Spichererbergstraße Lage                          | Ensemble „Siedlung Hohe Wacht“ | Feldmannstraße 156 (Doppelwohnhaushälfte, 1927) | |
| Bozenerstraße/Feldmannstraße/Hohe Wacht/Spichererbergstraße Lage                          | Ensemble „Siedlung Hohe Wacht“ | Feldmannstraße 158 (Doppelwohnhaushälfte, 1927) | |
| Bozenerstraße/Feldmannstraße/Hohe Wacht/Spichererbergstraße Lage                          | Ensemble „Siedlung Hohe Wacht“ | Feldmannstraße 160 (Doppelwohnhaushälfte, 1927) | |
| Bozenerstraße/Feldmannstraße/Hohe Wacht/Spichererbergstraße Lage                          | Ensemble „Siedlung Hohe Wacht“ | Feldmannstraße 162 (Doppelwohnhaushälfte, 1927) | |
| Bozenerstraße/Feldmannstraße/Hohe Wacht/Spichererbergstraße Lage                          | Ensemble „Siedlung Hohe Wacht“ | Feldmannstraße 164 (Doppelwohnhaushälfte, 1927) | |
| Bozenerstraße/Feldmannstraße/Hohe Wacht/Spichererbergstraße Lage                          | Ensemble „Siedlung Hohe Wacht“ | Feldmannstraße 166 (Doppelwohnhaushälfte, 1927) | |
| Bozenerstraße/Feldmannstraße/Hohe Wacht/Spichererbergstraße Lage                          | Ensemble „Siedlung Hohe Wacht“ | Hohe Wacht 57 (Mehrfamilienwohnhaus, 1927–1928) | |
| Bozenerstraße/Feldmannstraße/Hohe Wacht/Spichererbergstraße Lage                          | Ensemble „Siedlung Hohe Wacht“ | Hohe Wacht 59 (Mehrfamilienwohnhaus, 1927–1928) | |
| Bozenerstraße/Feldmannstraße/Hohe Wacht/Spichererbergstraße Lage                          | Ensemble „Siedlung Hohe Wacht“ | Hohe Wacht 61 (Mehrfamilienwohnhaus, 1927–1928) | |
| Bozenerstraße/Feldmannstraße/Hohe Wacht/Spichererbergstraße Lage                          | Ensemble „Siedlung Hohe Wacht“ | Hohe Wacht 63 (Mehrfamilienwohnhaus, 1927–1928) | |
| Bozenerstraße/Feldmannstraße/Hohe Wacht/Spichererbergstraße Lage                          | Ensemble „Siedlung Hohe Wacht“ | Hohe Wacht 65 (Mehrfamilienwohnhaus, 1927–1928) | |
| Bozenerstraße/Feldmannstraße/Hohe Wacht/Spichererbergstraße Lage                          | Ensemble „Siedlung Hohe Wacht“ | Hohe Wacht 67 (Mehrfamilienwohnhaus, 1927–1928) | |
| Bozenerstraße/Feldmannstraße/Hohe Wacht/Spichererbergstraße Lage                          | Ensemble „Siedlung Hohe Wacht“ | Spichererbergstraße 113 (Mehrfamilienwohnhaus, 1927–1928) | |
| Bozenerstraße/Feldmannstraße/Hohe Wacht/Spichererbergstraße Lage                          | Ensemble „Siedlung Hohe Wacht“ | Spichererbergstraße 115 (Mehrfamilienwohnhaus, 1927–1928) | |
| Bozenerstraße/Feldmannstraße/Hohe Wacht/Spichererbergstraße Lage                          | Ensemble „Siedlung Hohe Wacht“ | Spichererbergstraße 117 (Mehrfamilienwohnhaus, 1927–1928) | |
| Bozenerstraße/Feldmannstraße/Hohe Wacht/Spichererbergstraße Lage                          | Ensemble „Siedlung Hohe Wacht“ | Spichererbergstraße 119 (Mehrfamilienwohnhaus, 1927–1928) | |
| Bozenerstraße/Feldmannstraße/Hohe Wacht/Spichererbergstraße Lage                          | Ensemble „Siedlung Hohe Wacht“ | Spichererbergstraße 121 (Mehrfamilienwohnhaus, 1927–1928) | |
| Bozenerstraße/Feldmannstraße/Hohe Wacht/Spichererbergstraße Lage                          | Ensemble „Siedlung Hohe Wacht“ | Spichererbergstraße 123 (Mehrfamilienwohnhaus, 1927–1928) | |
| Bozenerstraße/Feldmannstraße/Hohe Wacht/Spichererbergstraße Lage                          | Ensemble „Siedlung Hohe Wacht“ | Spichererbergstraße 125 (Mehrfamilienwohnhaus, 1927–1928) | |
| Bozenerstraße/Feldmannstraße/Hohe Wacht/Spichererbergstraße Lage                          | Ensemble „Siedlung Hohe Wacht“ | Spichererbergstraße 127 (Mehrfamilienwohnhaus, 1927–1928) | |
| Bozenerstraße/Feldmannstraße/Hohe Wacht/Spichererbergstraße Lage                          | Ensemble „Siedlung Hohe Wacht“ | Spichererbergstraße 129 (Mehrfamilienwohnhaus, 1927–1928) | |
| Bozenerstraße/Feldmannstraße/Hohe Wacht/Spichererbergstraße Lage                          | Ensemble „Siedlung Hohe Wacht“ | Spichererbergstraße 131 (Mehrfamilienwohnhaus, 1927–1928) | |
| Bozenerstraße/Feldmannstraße/Hohe Wacht/Spichererbergstraße Lage                          | Ensemble „Siedlung Hohe Wacht“ | Spichererbergstraße 133 (Mehrfamilienwohnhaus, 1927–1928) | |
| Bozenerstraße/Feldmannstraße/Hohe Wacht/Spichererbergstraße Lage                          | Ensemble „Siedlung Hohe Wacht“ | Spichererbergstraße 135 (Mehrfamilienwohnhaus, 1927–1928) | |
| Bozenerstraße/Feldmannstraße/Hohe Wacht/Spichererbergstraße Lage                          | Ensemble „Siedlung Hohe Wacht“ | Spichererbergstraße 137 (Mehrfamilienwohnhaus, 1927–1928) | |
| Bozenerstraße/Feldmannstraße/Hohe Wacht/Spichererbergstraße Lage                          | Ensemble „Siedlung Hohe Wacht“ | Spichererbergstraße 139 (Mehrfamilienwohnhaus, 1927–1928) | |
| Bozenerstraße/Feldmannstraße/Hohe Wacht/Spichererbergstraße Lage                          | Ensemble „Siedlung Hohe Wacht“ | Spichererbergstraße 141 (Mehrfamilienwohnhaus, 1927–1928) | |
| Steinmetzstraße Lage                                                                      | Ensemble „Siedlung Steinmetzstraße“ | | |
| Steinmetzstraße Lage                                                                      | Ensemble „Siedlung Steinmetzstraße“ | Steinmetzstraße 3 (Wohnhaus, um 1897) | |
| Steinmetzstraße Lage                                                                      | Ensemble „Siedlung Steinmetzstraße“ | Steinmetzstraße 4 (Wohnhaus, um 1897) | |
| Steinmetzstraße Lage                                                                      | Ensemble „Siedlung Steinmetzstraße“ | Steinmetzstraße 5 (Wohnhaus, um 1897) | |
| Steinmetzstraße Lage                                                                      | Ensemble „Siedlung Steinmetzstraße“ | Steinmetzstraße 6 (Siedlungswohnhaus, um 1897) | |
| Steinmetzstraße Lage                                                                      | Ensemble „Siedlung Steinmetzstraße“ | Steinmetzstraße 7 (Wohnhaus, um 1897) | |
| Steinmetzstraße Lage                                                                      | Ensemble „Siedlung Steinmetzstraße“ | Steinmetzstraße 8 (Wohnhaus, um 1897) | |
| Steinmetzstraße Lage                                                                      | Ensemble „Siedlung Steinmetzstraße“ | Steinmetzstraße 9 (Wohnhaus, um 1897) | |
| Steinmetzstraße Lage                                                                      | Ensemble „Siedlung Steinmetzstraße“ | Steinmetzstraße 10 (Wohnhaus, um 1897) | |
| Steinmetzstraße Lage                                                                      | Ensemble „Siedlung Steinmetzstraße“ | Steinmetzstraße 11 (Wohnhaus, um 1897) | |
| Steinmetzstraße Lage                                                                      | Ensemble „Siedlung Steinmetzstraße“ | Steinmetzstraße 12 (Wohnhaus, um 1897) | |
| Steinmetzstraße Lage                                                                      | Ensemble „Siedlung Steinmetzstraße“ | Steinmetzstraße 13 (Wohnhaus, um 1897) | |
| Steinmetzstraße Lage                                                                      | Ensemble „Siedlung Steinmetzstraße“ | Steinmetzstraße 14 (Wohnhaus, um 1897) | |
| Wilhelm-Heinrich-Straße/Ludwigsplatz (Saarbrücken) Lage                                   | Ensemble „Wilhelm-Heinrich-Straße/Ludwigsplatz“ | | |
| Wilhelm-Heinrich-Straße/Ludwigsplatz (Saarbrücken) Lage                                   | Ensemble „Wilhelm-Heinrich-Straße/Ludwigsplatz“ | Am Ludwigsplatz (Ludwigskirche, Einzeldenkmal): Die evang.-lutherische Pfarr- und Hofkirche wurde 1762 bis 1775 nach Entwürfen von Friedrich Joachim Stengel errichtet. 1944 wurde sie bei Bombenangriffen auf Saarbrücken zerstört. Der Wiederaufbau erfolgte ab 1947. 1966 bis 1982 wurde der Innenraum rekonstruiert. Der Grundriss der Kirche bildet ein griechisches Kreuz. Ost- und Westarm haben einen polygonalen Abschluss und sind kürzer als Nord- und Südarm mit geradem Abschluss. Barock- und Rokoko-Elemente bestimmen das Innere und Äußere der Kirche. Hohe Fenster, quer- und hochovale Fenster liegen darüber und darunter. Die Dachlandschaft wurde zurückgesetzt und beginnt hinter einer umlaufenden Balustrade mit Skulpturenschmuck. | |
| Wilhelm-Heinrich-Straße/Ludwigsplatz (Saarbrücken) Lage                                   | Ensemble „Wilhelm-Heinrich-Straße/Ludwigsplatz“ | Am Ludwigsplatz 4/5 (Wohnhaus, Schule, 1736–1765 von Friedrich Joachim Stengel, 1944 ausgebrannt, Wiederaufbau um 1955, Einzeldenkmal) | |
| Wilhelm-Heinrich-Straße/Ludwigsplatz (Saarbrücken) Lage                                   | Ensemble „Wilhelm-Heinrich-Straße/Ludwigsplatz“ | Am Ludwigsplatz 6/7 (Wohnhaus, 1767–1768 von Friedrich Joachim Stengel, 1944 ausgebrannt, Wiederaufbau um 1955) | |
| Wilhelm-Heinrich-Straße/Ludwigsplatz (Saarbrücken) Lage                                   | Ensemble „Wilhelm-Heinrich-Straße/Ludwigsplatz“ | Am Ludwigsplatz 9 (Palais Doeben, Wohnhaus, 1764–1767 von Friedrich Joachim Stengel, Aufstockung 1882, 1944 ausgebrannt, Wiederaufbau 1965, Einzeldenkmal) | |
| Wilhelm-Heinrich-Straße/Ludwigsplatz (Saarbrücken) Lage                                   | Ensemble „Wilhelm-Heinrich-Straße/Ludwigsplatz“ | Am Ludwigsplatz 10/11 (evang.-lutherisches Pfarrhaus), 1768 von Friedrich Joachim Stengel, 1944 ausgebrannt, Wiederaufbau 1955, Einzeldenkmal | |
| Wilhelm-Heinrich-Straße/Ludwigsplatz (Saarbrücken) Lage                                   | Ensemble „Wilhelm-Heinrich-Straße/Ludwigsplatz“ | Am Ludwigsplatz 12/13 (Wohnhaus, 1764–1765 von Friedrich Joachim Stengel, 1944 ausgebrannt, Wiederaufbau 1952–1954, Einzeldenkmal) | |
| Wilhelm-Heinrich-Straße/Ludwigsplatz (Saarbrücken) Lage                                   | Ensemble „Wilhelm-Heinrich-Straße/Ludwigsplatz“ | Palais Baron von Lüder: Am Ludwigsplatz 14 (Palais Lüder, Wohnhaus, 1765–1767 von Friedrich Joachim Stengel, 1944 zerstört, Wiederaufbau 1955, Einzeldenkmal) | |
| Wilhelm-Heinrich-Straße/Ludwigsplatz (Saarbrücken) Lage                                   | Ensemble „Wilhelm-Heinrich-Straße/Ludwigsplatz“ | Am Ludwigsplatz 14a (Staatskanzlei, 1954–1958 von Friedrich Ahammer und Schroeder, Einzeldenkmal) | |
| Wilhelm-Heinrich-Straße/Ludwigsplatz (Saarbrücken) Lage                                   | Ensemble „Wilhelm-Heinrich-Straße/Ludwigsplatz“ | Am Ludwigsplatz 15 (Palais Freital, Wohnhaus, 1763–1766 von Friedrich Joachim Stengel, 1944 zerstört, Wiederaufbau 1955, Einzeldenkmal) | |
| Wilhelm-Heinrich-Straße/Ludwigsplatz (Saarbrücken) Lage                                   | Ensemble „Wilhelm-Heinrich-Straße/Ludwigsplatz“ | Am Ludwigsplatz 16/17 (Palais Röder, Wohnhaus) | |
| Wilhelm-Heinrich-Straße/Ludwigsplatz (Saarbrücken) Lage                                   | Ensemble „Wilhelm-Heinrich-Straße/Ludwigsplatz“ | Keplerstraße 5 (Comeniushaus, Hospital, Armen-, Waisen- und Zuchthaus, 1765–1769 von Friedrich Joachim Stengel, 1944 ausgebrannt, Wiederaufbau und Erweiterung von Hans P. Koellmann, Einzeldenkmal) | |
| Wilhelm-Heinrich-Straße/Ludwigsplatz (Saarbrücken) Lage                                   | Ensemble „Wilhelm-Heinrich-Straße/Ludwigsplatz“ | Wilhelm-Heinrich-Straße (Friedenskirche, Pfarrkirche der altkatholischen und der russisch-orthodoxen Gemeinde, 1743–1746 von Friedrich Joachim Stengel, Turm 1760–1761, 1820 Umbau zum Schulhaus, 1892 Wiederherstellung des Sakralraums, nach Zerstörung 1947 Wiederaufbau 1961–66, Einzeldenkmal): Die Quersaalkirche wurde zwischen 1743 und 1751 von Friedrich Joachim Stengel für die neu zugelassene Reformierte Gemeinde Saarbrücken erbaut. Nach 1793 wurde die Kirche von Revolutionären zum „Tempel der Tugend“ umgenutzt, später wurde sie zu einem Gymnasium umgebaut. Es wurde eine Zwischendecke eingesetzt und das Gebäude erhielt kleine rechteckige Fenster. 1892 erwarb die Altkatholische Kirche den Bau und erneuerte das Innere als Kirche. 1944 wurde die Kirche im Zweiten Weltkrieg weitgehend zerstört. Der Außenbau wurde von 1961 bis 1966 nach den Plänen Stengels rekonstruiert. Die Saalkirche mit Walmdach besitzt an der Nordseite einen breiten Mittelrisalit mit Pilastern und einem Dreiecksgiebel. Der Turm auf der Südseite besitzt drei quadratische Geschosse, die durch Gurtgesimse optisch getrennt sind. Ecklisenen betonen die Ecken. Nach einem weitausladenden Gesims und einem Rücksprung mit schmiedeeisernem Gitter erhebt sich ein eingeschossiger Aufbau mit abgeschrägten Kanten. Gekrönt wird der Turm von einer Schieferhaube mit Schweifung und welscher Haube. Jedes Gebäudefeld besitzt zwei langgezogene Fenster. Der Eingang an der Westseite ist mit einem kürzeren Fenster zusammengefasst und wird von einer barocken Ädikula mit Ochsenauge gerahmt. | |
| Wilhelm-Heinrich-Straße/Ludwigsplatz (Saarbrücken) Lage                                   | Ensemble „Wilhelm-Heinrich-Straße/Ludwigsplatz“ | Wilhelm-Heinrich-Straße 2 (Wohnhaus mit Gewölbekeller), um 1750, nach Kriegszerstörung Wiederaufbau 1953–1955 | |
| Wilhelm-Heinrich-Straße/Ludwigsplatz (Saarbrücken) Lage                                   | Ensemble „Wilhelm-Heinrich-Straße/Ludwigsplatz“ | Wilhelm-Heinrich-Straße 6–12 (Stadtmauer, Einzeldenkmal) | |
| Wilhelm-Heinrich-Straße/Ludwigsplatz (Saarbrücken) Lage                                   | Ensemble „Wilhelm-Heinrich-Straße/Ludwigsplatz“ | Wilhelm-Heinrich-Straße 14–16 (Stadtmauer, Einzeldenkmal) | |
| Wilhelm-Heinrich-Straße/Ludwigsplatz (Saarbrücken) Lage                                   | Ensemble „Wilhelm-Heinrich-Straße/Ludwigsplatz“ | Wilhelm-Heinrich-Straße 17 (Wohnhaus mit Gewölbekeller, um 1750, Umbau und Aufstockung 1922–1925, nach Kriegsbeschädigung Wiederaufbau 1946–49, Einzeldenkmal) | |
| Wilhelm-Heinrich-Straße/Ludwigsplatz (Saarbrücken) Lage                                   | Ensemble „Wilhelm-Heinrich-Straße/Ludwigsplatz“ | Wilhelm-Heinrich-Straße 18 (Wohnhaus, um 1750, Einzeldenkmal) | |
| Wilhelm-Heinrich-Straße/Ludwigsplatz (Saarbrücken) Lage                                   | Ensemble „Wilhelm-Heinrich-Straße/Ludwigsplatz“ | Wilhelm-Heinrich-Straße 20 (Wohnhaus, um 1750, Einzeldenkmal) | |
| Wilhelm-Heinrich-Straße/Ludwigsplatz (Saarbrücken) Lage                                   | Ensemble „Wilhelm-Heinrich-Straße/Ludwigsplatz“ | Wilhelm-Heinrich-Straße 22/24 (Nebengebäude des Palais Bode, um 1750, Einzeldenkmal) | |
| Wilhelm-Heinrich-Straße/Ludwigsplatz (Saarbrücken) Lage                                   | Ensemble „Wilhelm-Heinrich-Straße/Ludwigsplatz“ | Wilhelm-Heinrich-Straße 26 (Wohnhaus, um 1750, Einzeldenkmal) | |
| Talstraße/Zähringer Straße Lage                                                           | Ensemble „Zähringerstraße“ | | |
| Talstraße/Zähringer Straße Lage                                                           | Ensemble „Zähringerstraße“ | Talstraße 19 (Wohnhaus, 1891, von Georg Becker, Aufstockung 1907) | |
| Talstraße/Zähringer Straße Lage                                                           | Ensemble „Zähringerstraße“ | Talstraße 21 (Wohnhaus, 1925 von Paul Jäger) | |
| Talstraße/Zähringer Straße Lage                                                           | Ensemble „Zähringerstraße“ | Zähringerstraße 2 (Wohnhaus, um 1901 von Arnold Müller) | |
| Talstraße/Zähringer Straße Lage                                                           | Ensemble „Zähringerstraße“ | Zähringerstraße 2a (Wohnhaus, um 1903 von Arnold Müller) | |
| Talstraße/Zähringer Straße Lage                                                           | Ensemble „Zähringerstraße“ | Zähringerstraße 4 (Wohnhaus, um 1900 von Hans August Zeeh) | |
| Talstraße/Zähringer Straße Lage                                                           | Ensemble „Zähringerstraße“ | Zähringerstraße 5 (Wohnhaus, um 1870, Erweiterung 1884, Einzeldenkmal) | |
| Talstraße/Zähringer Straße Lage                                                           | Ensemble „Zähringerstraße“ | Zähringerstraße 6 (Wohnhaus, um 1900) | |
| Talstraße/Zähringer Straße Lage                                                           | Ensemble „Zähringerstraße“ | Zähringerstraße 7 (Wohnhaus, 1896 von August Rahfeld), von der Staatsanwaltschaft Saarbrücken genutzt | |
| Talstraße/Zähringer Straße Lage                                                           | Ensemble „Zähringerstraße“ | Zähringerstraße 8 (Wohnhaus, 1906 von Johann Steffgen), von der Staatsanwaltschaft Saarbrücken genutzt | |
| Talstraße/Zähringer Straße Lage                                                           | Ensemble „Zähringerstraße“ | Zähringerstraße 10 (Wohnhaus, 1924 von Richard Rosprich) | |
| A 6 Lage                                                                                  | Autobahn-Raststätte „Goldene Bremm“ | Architekt Walter Schrempf, 1969 | |
| Charlottenstraße 7 Lage                                                                   | Kgl. Institut für Hygiene und Infektionskrankheiten | Der zweigeschossige Putzbau wurde 1911/12 von Heinrich Wiese errichtet. Ecklisenen betonen die gebäudeecken. Die Straßenseite besitzt fünf Fensterachsen, drei Achsen liegen in einem Mittelrisalit mit gerundetem Giebel. Dort befinden sich zwei Zwillingsfenster und ein ovales. Alle Fenster sieden mit einer schwach profilierten Laibung gerahmt. Im Obergeschoss besitzen die Fenster zusätzlich eine geschweifte Verdachung. Ein Traufgesims schließt den Baukörper zum Walmdach ab. | |
| Dellengartenstraße 1 Lage                                                                 | Wohnhaus, 1877 | | |
| Deutschherrnpfad 11–15 Lage                                                               | Deutschherrnpfad 11–15, Fabrikgebäude, 1924 von Peter Weiß | | |
| Deutschherrnstraße Lage                                                                   | Laternenfuß | | |
| Deutschherrnstraße 1 Lage                                                                 | Bürgerhospital | Das Bürgerhospital wurde in den Jahren 1868 bis 1871 nach Plänen von Hugo Dihm erbaut. 1906 wurde es zur Schule umgebaut. Seit einigen Jahren ist dort das Stadtarchiv untergebracht. Die Schaufassade liegt auf der eigentlichen Rückseite des Gebäudes. Zwei vierachsige Eckrisalite mit Dreiecksgiebel flankieren den fünfachsigen Mittelbau mit Mittelrisalit mit Dreiecksgiebel. Gotisierte Ornamente schmücken Fassade und Giebel des zweigeschossigen Baus. | |
| Deutschherrnstraße 2/4 Lage                                                               | Gasthaus „Zum Adler“ | Das Haus entstand um 1750 nach Plänen des Generalbaudirektors Friedrich Joachim Stengel. 1876/77 erfolgte eine Umgestaltung des Wirtschaftstraktes an der westlichen Hausseite. In den Jahren 1881/82 wurde dieser aufgestockt, zu Wohnzwecken umgebaut und an den schon bestehenden Gebäudeteil angeglichen. Von Beginn an wurde das Haus als Gasthaus genutzt. Der zweigeschossige Barockbau mit Mansarddach und Wirtschaftsflügel besitzt heute sechs Fensterachsen, von denen die vierte und sechste Achse im Erdgeschoss je eine Tür besitzen. Der dreiachsige Anbau besitzt eine größere Doppeltür. Die Fensterläden fehlen. Die Fassade ist mit breiten Ecklisenen und einem Gurtgesims gegliedert. Fenster und Türen sind durch gestufte Rahmungen betont. Die durch Anbauten stark zergliederte Gebäuderückseite besitzt im ersten Stockwerk einen Holzbalkon über den sich das Hausdach zieht. | |
| Deutschmühlental (bewegliches Denkmal)                                                    | Grubenlok aus der Grube Viktoria in Püttlingen im Bahnschuppen des Deutsch-Französischen Gartens, 1950 | | |
| Deutschmühlental 15 Lage                                                                  | Deutsch-Französischer Garten, Gartenanlage mit Ausstattung, 1958–1960 | Die Anfänge des Deutsch-Französischen Gartens liegen im 19. Jahrhundert, als das Tal zu einer Grünanlage mit Waldbestand ausgebaut wurde. Nach dem Beitritt des Saarlandes zur Bundesrepublik bemühte man sich um eine Entspannung der Beziehungen und organisierte eine gemeinsame Gartenschau. Am 23. April 1960 wurde die „Deutsch-Französische Gartenschau“ von dem damaligen deutschen Bundeskanzler Konrad Adenauer und dem französischen Premierminister Michel Debré eröffnet. Bis heute ist der Park bedeutendes Naherholungsgebiet der Stadt. Als Attraktionen gibt es eine Seilbahn und eine Eisenbahn. Rasenflächen wechseln mit bepflanzten Beeten und Themengärten. Im Zentrum steht ein kleiner See. | |
| Dr.-Vogeler-Straße Lage                                                                   | Einsegnungshalle mit Gärtnereiunterkunft, 1963–1965 von Peter Paul Seeberger | | |
| Eisenbahnstraße Lage                                                                      | Wettersäule, 1876 von Hugo Dihm | Die Wettersäule ist ein Obelisk mit Sonnenuhr, Thermometer und Barometer. Gestiftet wurde sie 1876 von Saarbrücker Bürgern, darunter Hugo Dihm, der auch den Entwurf lieferte. Ursprünglich stand sie in der Luisenanlage, 1976 wurde sie zum heutigen Ort transloziert. 2003/04 wurde sie restauriert. | |
| Feldmannstraße 22 Lage                                                                    | Wohnhaus, 1927/28 von Oskar Ruthemann | | |
| Feldmannstraße 24 Lage                                                                    | Doppelwohnhaushälfte, 1924 von August Rahfeld | | |
| Feldmannstraße 26 Lage                                                                    | Doppelwohnhaushälfte, 1924 von August Rahfeld | | |
| Feldmannstraße 34 Lage                                                                    | Wohnhaus, 1905 von Friedrich Kappel | | |
| Feldmannstraße 36 Lage                                                                    | Doppelwohnhaushälfte, 1905 von Paul Wiesert | | |
| Feldmannstraße 38 Lage                                                                    | Doppelwohnhaushälfte, 1905 von Paul Wiesert | | |
| Feldmannstraße 60 Lage                                                                    | Wohnhaus, 1924 von Karl Kremer | | |
| Feldmannstraße 92 Lage                                                                    | Wohnhaus, 1923 von Franz Kaiser jun. | | |
| Feldmannstraße 100 Lage                                                                   | Wohnhaus, 1935 von Ludwig Nobis | | |
| Fliederstraße 32 Lage                                                                     | Gartenhaus, 3. Viertel 19. Jh. | | |
| Forbacher Straße 6/8 Lage                                                                 | Doppelwohnhaus, 1866 von Johann Adam III (jun.) Knipper | | |
| Forbacher Straße 12 Lage                                                                  | Gartenhaus, um 1800 | | |
| Franz-Josef-Röder-Straße 7 Lage                                                           | Gesellschaftshaus für die Saarbrücker Casino-Gesellschaft, Sitz des saarländischen Landtages | Das Gebäude wurde 1965/66 von Julius Carl Raschdorff als Gesellschaftshaus für die Saarbrücker Casino-Gesellschaft in spätklassizistischen Formen erbaut. 1862 wurde an der Ostseite ein Küchentrakt ergänzt. Nach Zerstörungen im Zweiten Weltkrieg wurde der Anbau um zwei Achsen erweitert. Seit 1947 ist das Gebäude Sitz des saarländischen Landtages. Der zweigeschossige Kernbau wurde mit Sohlbank- und Geschossgesimsen gegliedert und besitzt ein hohes Traufgesims. Die mittleren Fensterachsen werden durch einen Risalit gebündelt. Säulen stehen vor dem zurückgesetzten Eingang im Erdgeschoss, Pilaster rahmen die hohen Fenster im Obergeschoss. Reliefe sind als Schmuck in die Fassade integriert. Die Fenster im Obergeschoss sind zu Zwillingen vereinigt, werden von rechteckigen Pilastern gerahmt und von einer korinthischen Säule getrennt. Pilaster und Säulen tragen ein Gebälk mit gerade Verdachung. | |
| Franz-Josef-Röder-Straße 15 Lage                                                          | Dienstgebäude des Saarländischen Oberlandesgericht sowie der Strafkammern des Landgerichts, Gerichtsgebäude, | 1911–1914 von Paul Thoemer, 1920–1935 Sitz der Regierungskommission des Saargebietes, Wiederherstellung und Erweiterung nach dem Zweiten Weltkrieg | |
| Franz-Josef-Röder-Straße 21/23 Lage                                                       | ehem. „Reichsfinanzamt“, 1937, nach dem Zweiten Weltkrieg Sitz des Haut-Commissariat de la République Francaise en Sarre | | |
| Gärtnerstraße Lage                                                                        | Ev.-luth. Kirche, 1902 von August Rahfeld, 1949–1952 Wiederaufbau | | |
| Gersweilerstraße 43a Lage                                                                 | Villa Weismüller, Wohnhaus, 1907 von Georg Becker | | |
| Hinter dem Deutschhaus o. Nr. (bei Nr. 6) Lage                                            | Stahlpavillon, 1947 von Jean Prouvé | | |
| Hohenzollernstraße 45 Lage                                                                | Haus der Arbeiterwohlfahrt mit Relief und Wandmosaik, Verwaltungsgebäude, 1929–30 von Otto Zollinger, Aufstockung und Umbau 1969–70, Relief von Alfons Magg um 1930, Wandmosaik im Treppenhaus nach 1945 von Frans Masereel | | |
| Hohenzollernstraße 60 Lage                                                                | Französische Botschaft mit Einfriedung und Ausstattung, 1951–53 von Georges-Henri Pingusson, Hans Bert Baur und Bernhard Schultheis, seit 1960 Kultusministerium                                                            | | |
| Lerchesflurweg 53–61 Lage                                                                 | Wasserbehälter | Um 1890 errichtet | |
| Lilienstraße 5 Lage                                                                       | Grabkapelle der Familie Röchling | Carl Röchling ließ die Kapelle in den Jahren 1907/08 von dem Metzer Architekten H. Hermüller als neugotische Grabkapelle mit Gruft erbauen. Nach Verwüstungen im Zweiten Weltkrieg wurde die Gruft 1964 geschlossen. 1993 sanierte man die Kapelle umfassend und stellte den historischen Zustand wieder her. In der Gruft der Grabkapelle sind 22 Mitglieder der Familie Röchling bestattet. Dem neugotischen Saalbau mit zwei Kreuzgratgewölben schließt sich ein querrechteckiger Chor an. Die vier Fenster im Saal wurden in Vierpassform ausgeführt, der Chor besitzt drei Rundbogenfenster. Auf dem steilen Krüppelwalmdach sitzt zentral ein schmaler hoher Dachreiter. Über dem Rundbogenportal ist eine Sandsteinskulptur mit einer Kreuzigungsgruppe in eine flache Nische des Mauerwerks eingelassen. | |
| Lohmeyerstraße Lage                                                                       | Nußberg-Denkmal, Gefallenendenkmal | 1931 errichtet | |
| Lohmeyerstraße 20 Lage                                                                    | Nußberger Hof, Wohnhaus | Der Nußberger Hof wurde 1906 von Karl Lohmeyers und dessen Cousin, der Hochbaudezernent und Regierungs- und Baurat Karl Hüter errichtet. Das querrechteckige Gebäude wurde in neobarocken Formen mit einem Mansard-Walmdach errichtet. Beide Längsseiten besitzen einen Mittelrisalit. Das rustizierte Sockelgeschoss mit Segmentbogenfenstern schließt mit einem umlaufenden Geschossgesims ab. Die Gebäudeteile beiderseits des Risalits besitzen jeweils drei Fensterachsen mit hochrechteckigen Fenstern, deren Profile aufwendig geschmückt sind. Auch die Mansardfenster sind als Segmentbogenfenster konzipiert und in der geschwungenen Verdachung mit einem Oval geschmückt. Die beiden Mittelrisalite mit jeweils abschließendem Zwerchgiebel sind dreiachsig. Der Risalit der Straßenseite nimmt in der mittleren Achse des Erdgeschosses das Portal mit gesprengten Karniesbogen auf, über dem ein Wandfeld mit Ornamentierung und Wappen prangt. Zum Portal gelangt man über eine zweiläufige Treppe mit schmiedeeisernem Geländer. Rustizierte Pilaster rahmen den Risalit in beiden Geschossen und sind auch an der Erdgeschossecken zu finden. Dabei weisen die Erdgeschosspilaster ionische und die des Obergeschosses toskanische Kapitelle auf. | |
| Metzer Straße Lage                                                                        | Gedenkstätte am ehem. Gefangenenlager Neue Bremm, Gefangenenlager 1943, Denkmal von 1947 (Einweihung 11. November 1947) | | |
| Metzer Straße 13 Lage                                                                     | Verbandsplatz mit ruinösem Häuschen | Von 1870 | |
| Metzer Straße 102 Lage                                                                    | Alte Bellevue, Wohnhaus | Im 19. Jahrhundert errichtet, 1912 erweitert, früher „Restauration Bellevue“ | |
| Moltkestraße Lage                                                                         | Kath. Pfarrkirche St. Mauritius | 1955/56 von Albert Dietz und Bernhard Grothe erbaut | |
| Moltkestraße 60 Lage                                                                      | Wohn- und Geschäftshaus | 1894/95 von Alwin Heinker und Kurt Witzschel erbaut | |
| Moltkestraße 62 Lage                                                                      | Wohn- und Geschäftshaus | 1894/95 von Alwin Heinker und Kurt Witzschel erbaut | |
| Moltkestraße 64 Lage                                                                      | Wohn- und Geschäftshaus | 1894/95 von Alwin Heinker und Kurt Witzschel erbaut | |
| Moltkestraße 66 Lage                                                                      | Wohn- und Geschäftshaus | 1894/95 von Alwin Heinker und Kurt Witzschel erbaut | |
| Narzissenstraße Lage                                                                      | Gartenhaus | um 1898 von Hans Weszkalnys erbaut | |
| Reppersbergstraße 12 Lage                                                                 | Doppelwohnhaus, 1909 von Karl sen. Ries und Otto Büche | | |
| Reppersbergstraße 14 Lage                                                                 | Doppelwohnhaus | 1909 von Karl sen. Ries und Otto Büche erbaut | |
| Reppersbergstraße 45 Lage                                                                 | Wohnhaus mit Büro | 1931 von Rudolf Krüger erbaut | |
| Reppersbergstraße 64 Lage                                                                 | Villa | Das 1924 von Georg Stricker erbaute Gebäude war von 1949 bis 1955 Dienstwohnsitz des saarländischen Ministerpräsidenten Johannes Hoffmann, danach war hier das saarländische Finanzgericht untergebracht. Seit 1995 ist es in Privatbesitz. | |
| Saar Lage                                                                                 | Alte Brücke | Die Brücke wurde 1546/47 unter Graf Philipp II. erbaut, nachdem Kaiser Karl V. den Fluss an dieser Stelle wegen Hochwassers mehrere Tage lang nicht überqueren konnte. Nach der etwas weiter flussaufwärts gelegenen Römerbrücke, die im frühen Mittelalter verfiel, war die Alte Brücke nach Jahrhunderten die erste Saar-Brücke. Sie wurde mindestens zweimal zerstört und wieder aufgebaut. Im Jahr 1904 wurden zwei der mittleren Brückenpfeiler aufwändig erweitert, um für ein Reiterstandbild Kaiser Wilhelms I. Platz zu schaffen, das am 14. Mai 1904 in Anwesenheit Kaiser Wilhelms II. und der Kaiserin Auguste Viktoria eingeweiht wurde. Auf der St. Johanner Seite der Brücke gingen durch den Bau des Finanzministeriums und die Anlage des heute Tifliser (bzw. Tbilisser) genannten Platzes mehrere der ursprünglich 14 Bögen verloren bzw. wurden zugeschüttet. Auch auf Alt-Saarbrücker Seite ging im Zuge einer Saarbegradigung um das Jahr 1763 ein Bogen verloren. Umgekehrt wurde beim Bau der Stadtautobahn 1961 bis 1963 auf der Alt-Saarbrücker Seite die Brücke um einen stählernen Steg erweitert. | |
| Saar Lage                                                                                 | Bismarckbrücke, Straßenbrücke | Die Bismarckbrücke wurde von 1913 bis 1915 nach Plänen von Paul Meißner errichtet. Ursprünglich war die Brücke aus Stein gebaut, nach der Zerstörung im Zweiten Weltkrieg wurde sie als Stahlbetonbrücke mit Sandsteinverkleidung wiedererrichtet. Die Brücke wurde dabei wie ursprünglich mit einem großen Bogen über die Saar und kleineren Rundbögen auf der Landseite im Süden erbaut. | |
| Saarufer Lage                                                                             | Ehem. Bismarckanlage, Park | Errichtet 1910–1920 | |
| Saarufer Lage                                                                             | Saarkran, 1761–1763 von Friedrich Joachim Stengel | | |
| Schlossstraße 28 Lage                                                                     | Wohnhaus, 16./17. Jh., Erweiterung 18. Jh. | | |
| Schlossstraße 30 Lage                                                                     | Wohnhaus, 16./17. Jh., Erweiterung 18. Jh. | | |
| Spichererbergstraße Lage                                                                  | Notkirche am 40er Grab (ehemalige Schweizerische Armeebaracke), Weihe 29. September 1946 | | |
| Spichererbergstraße 9 Lage                                                                | Wohnhaus, um 1860 von Hugo Dihm | | |
| Spichererbergstraße 11 Lage                                                               | Wohnhaus, um 1869, Wiederherstellung 1954–1955 | | |
| Spichererbergstraße 23/23a Lage                                                           | NS Weszkalnys | | |
| Spichererbergstraße 25 Lage                                                               | Wohnhaus, 1878–1879 von Friedrich Sehmer | | |
| Spichererbergstraße 78 Lage                                                               | Wohnhaus mit Gaststätte und Laden | 1899–1900 von Hans Weszkalnys | |
| Spichererbergstraße 86a Lage                                                              | Gartenhaus, 1904 | | |
| Stengelstraße Lage                                                                        | Kath. Pfarrkirche St. Jakob | St. Jakob wurde von 1884 bis 1887 nach Entwürfen von Arnold Güldenpfennig erbaut. 1906 wurden Querhaus und Chor von Moritz Gombert erneuert. | |
| Stengelstraße 29 Lage                                                                     | Fassadenskulptur | 1937 von Fritz Korte | |
| Talstraße 27 Lage                                                                         | Wohnhaus, um 1872 | Um 1872 erbaut | |
| Talstraße 30 Lage                                                                         | Wohnhaus | 1865 erbaut, 1887–1895 umgebaut | |
| Talstraße 32 Lage                                                                         | Ehemaliges Wirtschaftsgebäude, heute Wohnhaus | Um 1762 erbaut | |
| Talstraße 49 Lage                                                                         | Wohnhaus mit Innenausstattung, 1880, seit 1918 Verwaltungsgebäude, Aufstockung 1930 | 1880 ließ der Kaufmann Wilhelm Heinrich Korn eine Villa im „römischen Stil“ erbauen. 1908 ließ seine Witwe das Haus durch den Architekten Hans Peter Weszkalnys umgestalten. Zum Ende des Ersten Weltkrieges verkaufte sie schließlich das Anwesen, das seither als Verwaltungsgebäude genutzt wird. Im Jahr 1923 wurde die Villa erneut umgebaut. 1930 wurde das Gebäude um ein Mezzaningeschoss erweitert. Die zweigeschossige Villa mit Satteldach wurde im Stil der italienischen Neorenaissance erbaut. Während der vordere Teil des Hauses mit einem Flachdach gedeckt ist, besitzt der hintere Teil ein Walmdach. Die Straßenseite ist vierachsig und sehr abwechslungsreich gestaltet. Jedes Geschoss der Fassade besitzt eine eigene Ausarbeitung. | |
| Talstraße 53 Lage                                                                         | Wohn- und Geschäftshaus | 1910 von Peter Weiß | |
| Talstraße 65 Lage                                                                         | Uhereck-Pavillon, Gartenhausruine | 18. Jahrhundert | |
| Talstraße 66 Lage                                                                         | Wohnhaus | Das Wohnhaus wurde um 1888 von Georg Becker erbaut. Der traufständige Ziegelsteinbau ist mit reichlich Diamantquadern aus Sandstein geschmückt. Geschossgesimse gliedern den zweigeschossigen Bau mit rustiziertem Sockelgeschoss. Die Mitte des Gebäudes wird im Obergeschoss durch eine auffällige Rahmung betont, die von einem Zwerchhaus gekrönt wird. | |
| Talstraße 67/69 Lage                                                                      | Wohn- und Geschäftshaus | 1935/36 von Rudolf Krüger erbaut | |
| Trillerweg 54 Lage                                                                        | Ökonomiegebäude der Villa Röchling mit Umfassungsmauer | 1897/98 nach Entwürfen von Hans Weszkalnys erbaut | |
| Trillerweg 58 Lage                                                                        | Villa Obenauer mit Ausstattung | Die zweigeschossige Villa wurde von 1905 bis 1907 nach Plänen von Peter Behrens für den Unternehmer Gustav Obenauer errichtet. Der kubischer Bau mit Zeltdach und hohem Sockelgeschoss ist auf der Straßenfassade in rechteckige Putzfelder untergliedert. Dem Haus vorgelagert ist eine Terrasse mit einer Pergola auf mächtigen Stützen. Behrens entwarf auch die Ausstattung des Herrenzimmers, des Speisezimmers und der Halle. 1910 erweiterte er die Villa um einen Arbeitsraum und eine Bibliothek. 1940 veräußerte Obenauer die im Krieg beschädigte Villa an die Reichsautobahnverwaltung. Nach dem Krieg wurde das Haus als Jugendheim genutzt, bevor dann 1962 die Bundesvermögensverwaltung hier einzog. Seit 2001 ist die Villa wieder in Privatbesitz und wurde in den letzten Jahren umfassend saniert. | |
| Trillerweg 68 Lage                                                                        | Wohnhaus | Errichtet 1900/01 von Heinrich Güth und Friedrich Mertz | |
| Vorstadtstraße 13 Lage                                                                    | Wohnhaus | Erbaut im 18. Jahrhundert, umgebaut im 19. Jahrhundert | |
| Vorstadtstraße 33/35 Lage                                                                 | Hangstützmauer | 1788 von Balthasar Wilhelm Stengel errichtet | |
| Vorstadtstraße 55 Lage                                                                    | Wohnhaus | Erbaut im 18. Jahrhundert, nach Zerstörung im Kreis 1942 wiederaufgebaut | |
| Vorstadtstraße 57 Lage                                                                    | Terrassengarten mit Resten der Skulpturenausstattung und Grabstein für Johann Adam Knipper d. Ä. | Angelegt im 1. Viertel des 19. Jahrhunderts | |
| Yorkstraße 2 Lage                                                                         | Wohnhaus | Der zweigeschossige Putzbau wurde um 1874 von Matthias Quast erbaut und 1884 erweitert. Der Baukörper wird durch Geschoss- und Sohlbankgesimse gegliedert. | |
| Yorkstraße 6 Lage                                                                         | Wohnhaus mit Innenausstattung | Das Wohnhaus wurde 1924/25 von J. Huge und Heinrich Voll erbaut. | |